# Lecture minimale
La lecture minimale ou valeur minimale d'un instrument de mesure est, en métrologie, la plus petite valeur de la quantité mesurée qui peut être résolue sur l'échelle de l'instrument.

## Définition

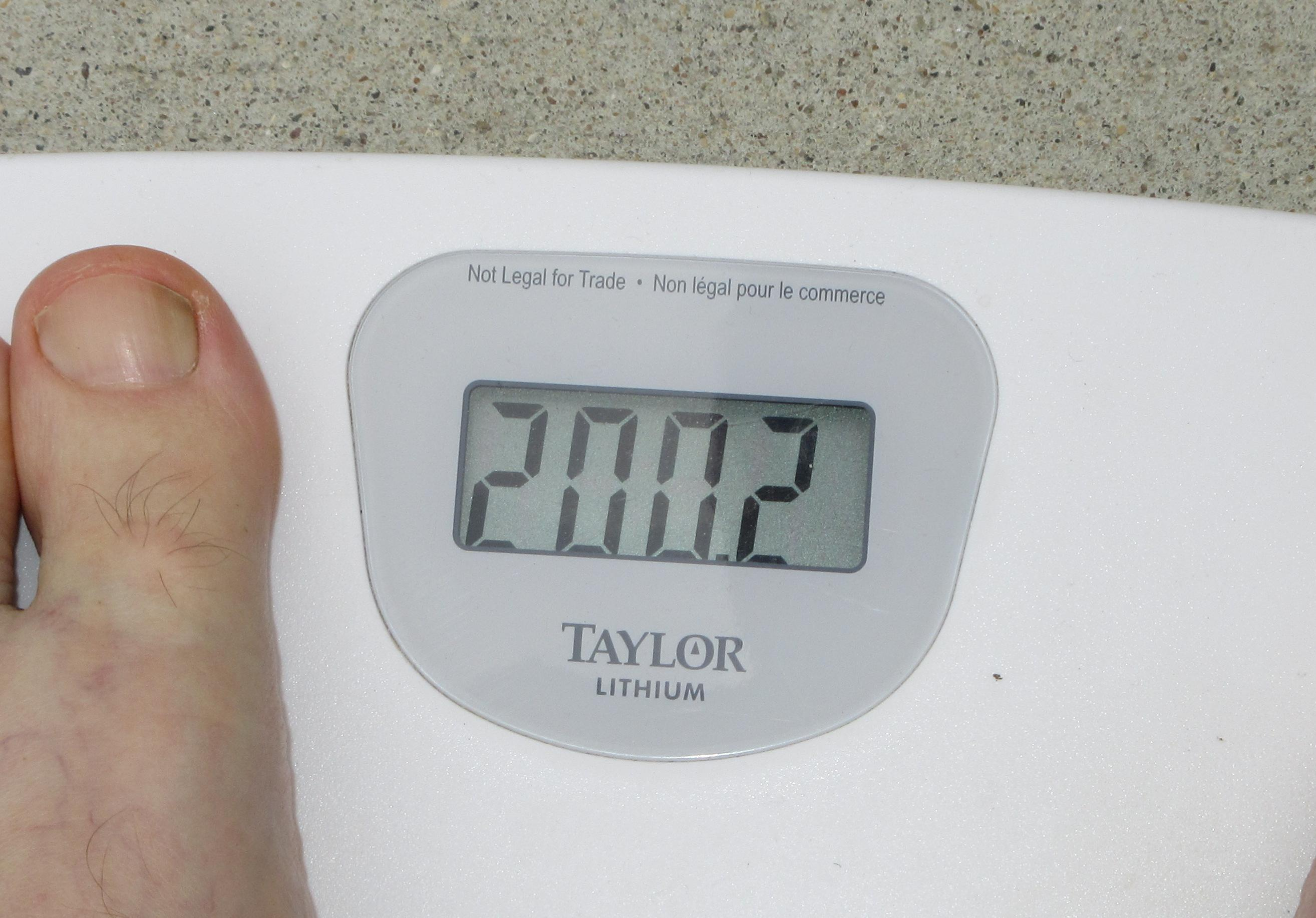
Le dilemme de la personne suivant un régime : cette balance ne peut mesurer que les changements de poids de 0,2 livres, même si l'affichage numérique aurait pu été capable d'afficher afficher « 0,1 » livres.

En métrologie, la lecture minimale d'un instrument de mesure est la plus petite valeur de la quantité mesurée qui peut être résolue sur l'échelle de l'instrument. 

## Lecture minimale et précision
La lecture minimale est liée à la précision d'un instrument. Un instrument qui peut mesurer des changements plus petits par rapport à un autre instrument a nécessairement une valeur de « lecture minimale » plus petite, et il est donc plus précis. Toute mesure effectuée par l’instrument peut être considérée comme reproductible avec une magnitude plus petite ou égale à la lecture minimale. La lecture minimale d'un instrument est d'ailleurs inversement proportionnelle à la précision de l'instrument.
Par exemple, un cadran solaire pourrait n'être gradué que par heure, sans graduation concrète pour les minutes ; il aurait donc une lecture minimale de 1 heure. Un chronomètre utilisé pour chronométrer une course pourrait avoir une précision d'un centième de seconde ; la lecture minimale du chronomètre lui-même est donc de 0.01 s. Ainsi, le chronomètre est plus précis dans la mesure des intervalles de temps que le cadran solaire car il comporte plus de « dénombrements » dans chaque heure de temps écoulé (donc, un plus petit écart entre valeurs). La lecture minimale d'un instrument est un outil très important pour obtenir des lectures précises d'instruments tels qu'un pied à coulisse ou bien un micromètre utilisé dans de diverses expérimentations.

## Erreur de mesure
L’incertitude de lecture minimale est l'une des sources d’ erreur expérimentale dans les mesures. L’incertitude d’un instrument numérique est sa lecture minimale. Cependant, une balance électronique avec une échelle de division.Une plus petite échelle de division signifie donc une plus petite valeur d'incertitude de 0.001 g a une incertitude de ± 0,001 gramme, comme indiqué ci-dessus dans « Le dilemme de la personne suivant un régime ». Par exemple, si 0,04 g de substance a été mesuré sur la balance électronique susmentionnée, la mesure peut être notée comme 0,04 g ± 0,001 g.

## Erreur de lecture minimale
La valeur minimale qui peut être mesurée par l'instrument de mesure est appelée sa lecture minimale. Des valeurs mesurées ne sont valables que jusqu'à cette valeur. L'« erreur de lecture minimale » est l'erreur associée à la résolution de l'instrument.
Une règle métrique peut avoir des graduations espacées de 1 mm. Un vernier sur un pied à coulisse peut avoir une lecture minimale de 0,1 mm tandis qu'un micromètre peut avoir une lecture minimale de 0,01 mm ou 10 microns.
L'erreur de lecture minimale se produit avec les erreurs systématiques et aléatoires. Les instruments de plus grande précision peuvent réduire l'erreur de lecture minimale. En répétant les observations et en prenant la moyenne arithmétique du résultat, la valeur moyenne serait très proche de la vraie valeur de la quantité mesurée.